# الإظهار المعماري
الإظهار المعماري هو طريقة تساعد في رسم (ثنائي الأبعاد) أو نماذج (ثلاثية الأبعاد) لبناء معين، سواء أكان البناء موجودًا أم لا، باستخدام عمليات المسح المعماري، أو في مرحلة التصميم لفهم أفضل للبناء المستقبلي.
نظرًا لتعقيد البُنية المعمارية وتفاصيلها الكبيرة، على عكس غيرها من أشكال الفن مثل الرسم الفني والنحت، فإنها لا تظهر بشكل كامل للمشاهد، والتي يمكن رؤية جزء محدد منها مثل واجهة محددة، أو غرفة معينة، أو صورة جوية، ولكن يتطلب تقييم جميع أجزاء العمل المعماري جهدًا فكريًا.

## أساليب الإظهار المعماري اليدوية (أو الرقمية)
إن أساليب الإظهار المعماري اليدوية (أو الرقمية) يمكن أن تكون كما يلي:

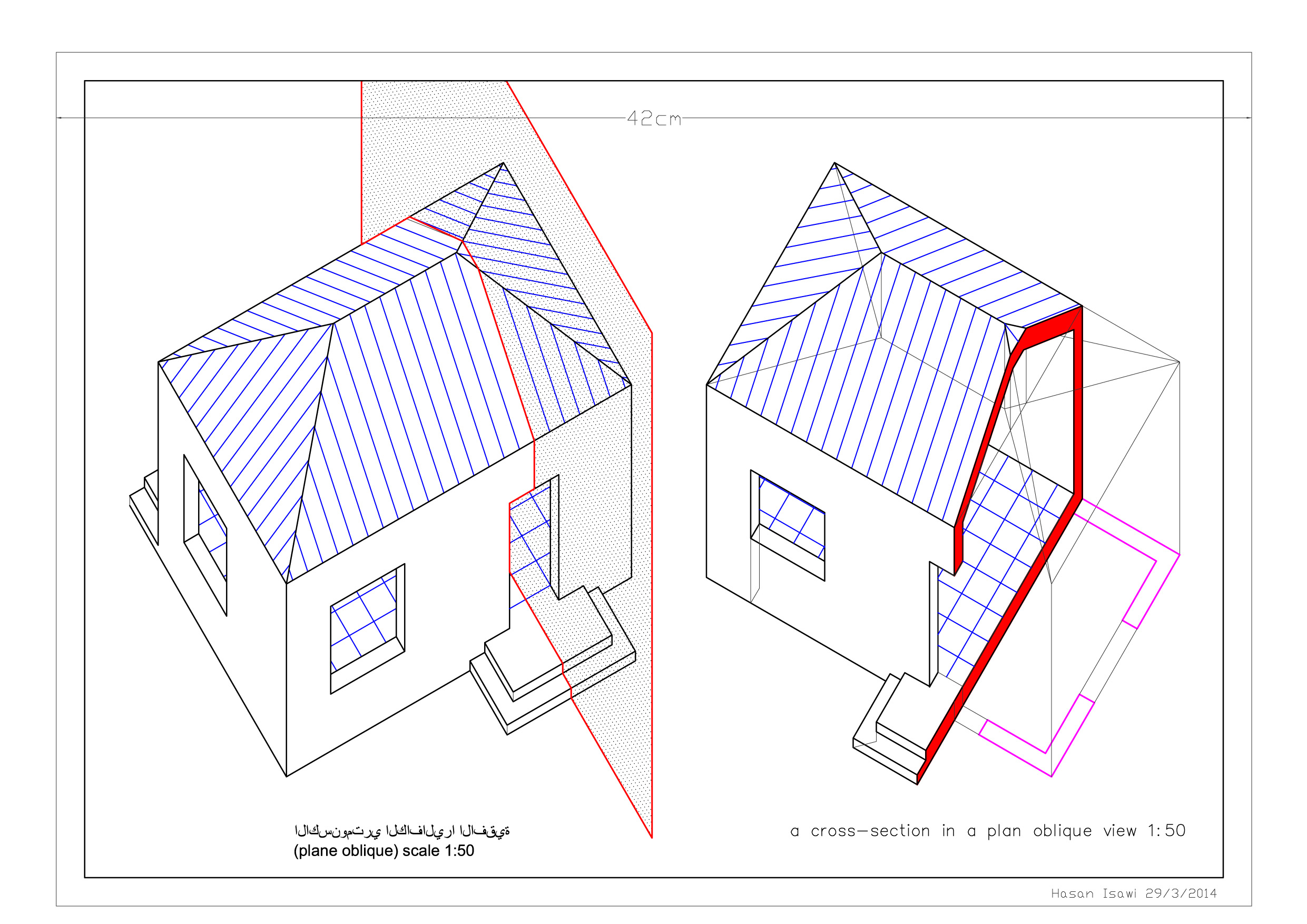
مقطع عرضي في الاكسنومتري الكافاليرا الافقية - cross_sectione_in_plane_oblique_view

- تقنيات، وذلك باستخدام الإسقاطات المتعامدة (أو طريقة مونج)
- رسوم تقريبية، من خلال الإظهار الفني
- نماذج ثلاثية الأبعاد رقمية أو مادية

لمواجهة هذه الصعوبات، هناك العديد من الأساليب للحصول على إظهار واضح للمبنى. ومن المؤكد أن أسلوب النماذج المادية: أي خلق نموذج ثلاثي الأبعاد بمقياس رسم معين (1:100 أو 1:200 ... الخ) هو الأكثر مباشرةً ووضوحًا كوسيلة للتواصل مع المعنيين بمشروع المبنى، ولكن صعوبة وتكلفة التنفيذ تحول عن ذلك. وخصوصا في مراحل التصميم المختلفة، فكلما كبر مقياس النموذج كلما ازدادت تكاليفه وحرفية تنفيذه.
الأكثر شيوعا هي الإظهارات الرسومية، والتي من خلال رموز وعلامات متفق عليها يتم الحصول على إظهارات لأي واقع سواء متعلق بتصميم معماري أو بتخطيط حضري، وعملية اختيار ذلك النوع من الإظهار الذي يوضح بشكل أفضل جوانب معينة من المشروع مقارنة مع غيره من الإظهارات (منظور، اكسنومتري, مونج), هي في حد ذاتها عملية معرفية متخصصة. فمثلا من خلال استخدام الإسقاطات المتعامدة التي اخترعها غاسبار مونج، وبتطبيق الاتفاقيات المتعلقة، من الممكن إظهار أي حجم هندسي بشكل دقيق وموضوعي.
من بين طرق الاظهار الرئيسية، يوجد ما يلي:
- مخطط الموقع (Site plan or planimetry)
- خطة المبنى (Plan)
- واجهة المبنى (Elevation)
- مقطع (Section)
- اكسنومتري (axonometry)
- منظور

بخلط طرق الإظهار أعلاه، يمكننا أن نجد حلول رسومية أخرى، مثلا:
- اكسنومتري انفجاري (Exploded Axonometric) (مثال)
- منظور انفجاري (Exploded perspective)
- مقطع اكسنومتري Cutaway Axonometric
- مقطع منظوري Cutaway perspective
- مقطع منظوري انفجاري Exploded Sectional Perspective
- مقطع اكسنومتري انفجاري Exploded Sectional Axonometric

## مقتطفات فلسفية
- "إذا كان التناغم والوقت (المترابطان ببعضهما البعض) هما المعلمتان الأساسيتان للبحث عن "قاعدة" الخلق وتأكيدها من خلال التصميم على الأرض، فإن خصوصية العمل البشري الذي صمم البناء والتواصل والعواطف، كان ولا يزال الوسيلة التي تقيس وتعالج وتشكل الأفكار. والرسم هنا هو الأداة المميزة، والإسقاط المرئي للأفكار، الذي يسمح بفهم نوايا المصمم والمجتمع الذي عاش فيه.[1]

## معرض صور

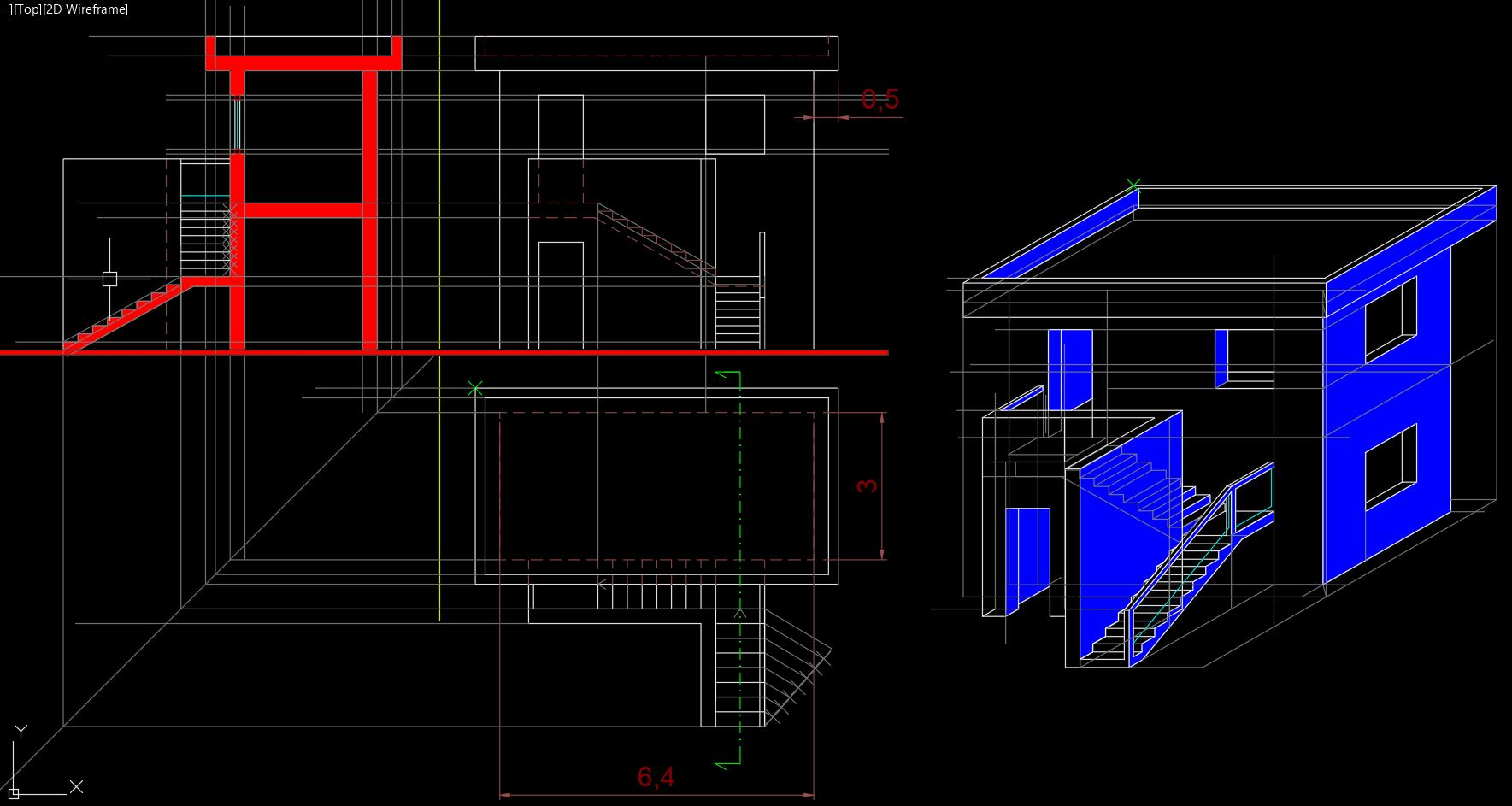
- تحديد الاسقاطات العمودية: الاسقاط الاول (top view) ،والاسقاط الثاني، والاسقاط الرابع كقطاع رأسي يمر بمنتصف الشاحط الاول.
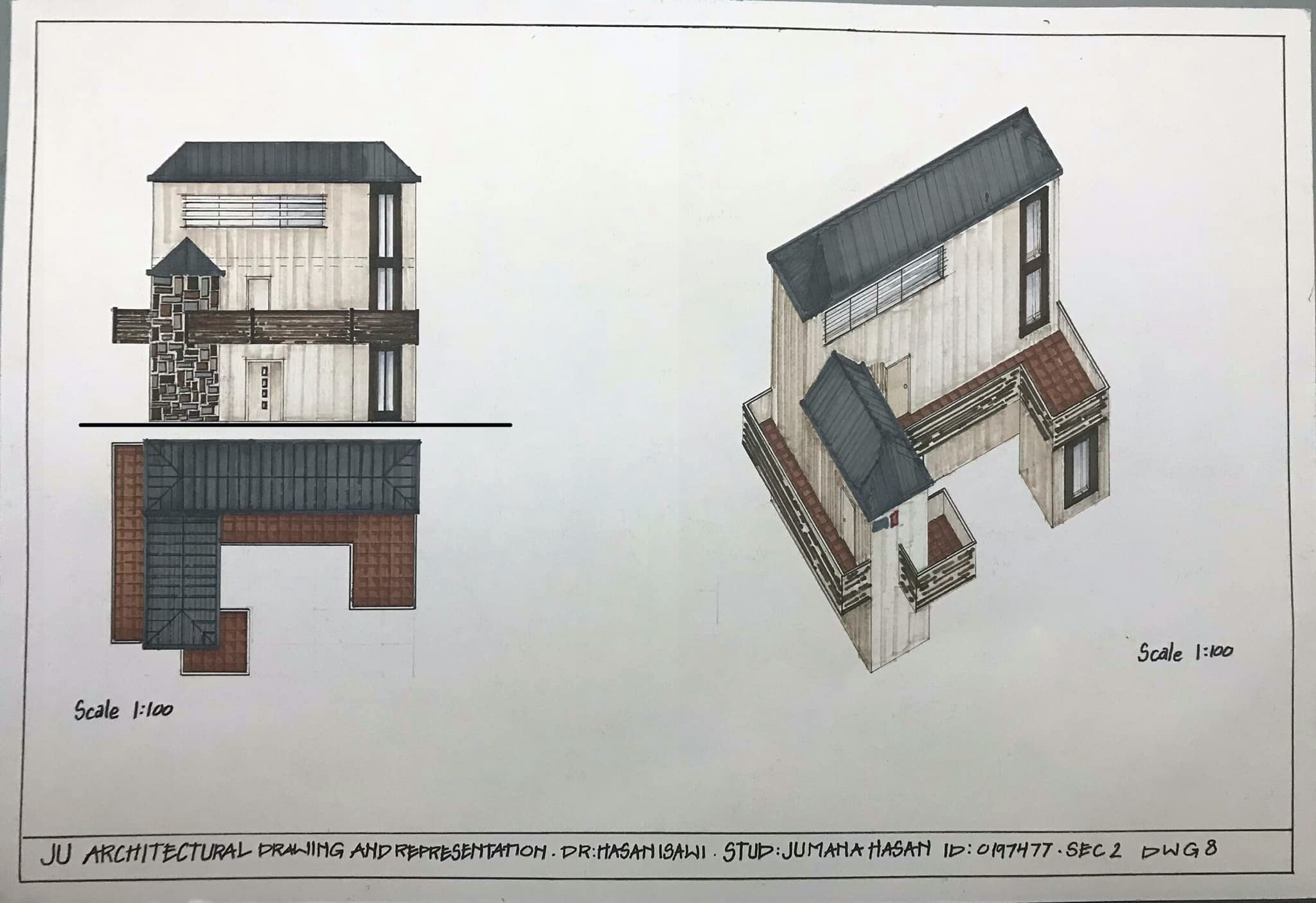
الاسقاطات العمودية والاكسنومتري لمبنى بثلاثة طوابق
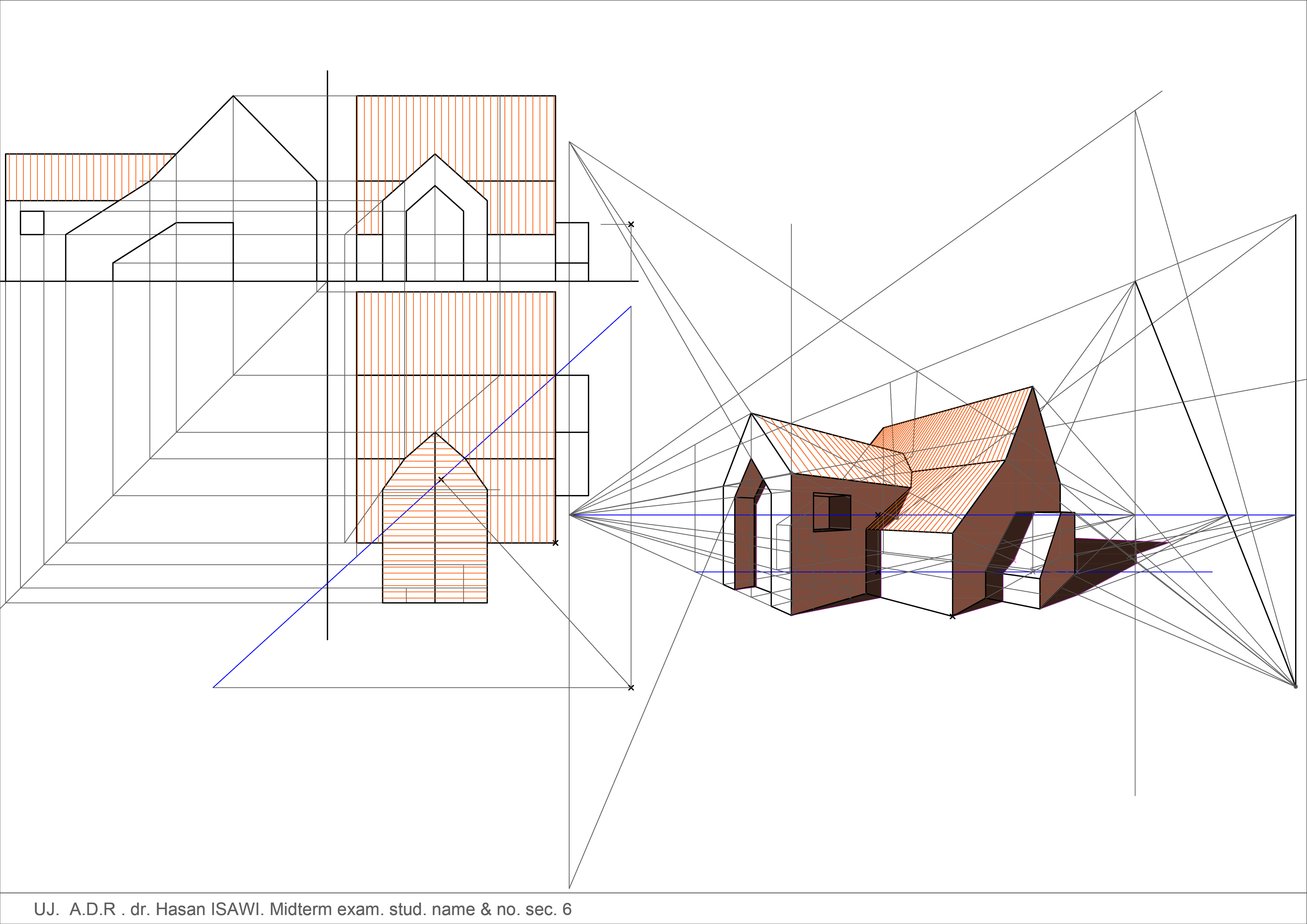
رسم المنظور بنقطتين تلاشي وتحديد الظلال الذاتية والمسقطة